# Dunia Aku Punya
Albums de Anggun
Anak Putih Abu-Abu
(1991)
Dunia Aku Punya (Mon Monde à moi en français) est le 1er album indonésien d'Anggun, paru en 1986. Il ressort en 1990 après la montée de la popularité d'Anggun en Indonésie; il garde les mêmes pistes mais la pochette change.

## Présentation
L'album est produit par le célèbre guitariste et producteur indonésien Ian Antono. Les 12 chansons présentes sur l'album ont des thèmes variés. Elles parlent d'amour, de spiritualité, de paix et également des femmes.
L'album contient ses deux singles à succès "Tegang" et "Dunia Aku Punya". La chanson "Tegang" a été écrite par Anggun et son père, Darto Singo; tandis que "Dunia Aku Punya" a été écrite par Yessy Robot. Cependant cet album ne rencontre pas un grand succès. Il arrive malgré tout premier au classement en Indonésie.

## Liste des titres
| 1.  | Tegang              | Anggun, Darto Singo      |  |
| 2.  | Sibuk               | Appin Astrid             |  |
| 3.  | Dunia Aku Punya     | Yessy Robot              |  |
| 4.  | Masa Remaja         | Andy Nasution            |  |
| 5.  | Tik Tak Tik Tuk     | Anggun                   |  |
| 6.  | Perdamaian          | Amin Ivo's               |  |
| 7.  | Tante Cerewet       | A. Riyanto               |  |
| 8.  | Kawan Lama          | Ade Ibat                 |  |
| 9.  | Dari Seorang Wanita | Ully Sigar Rusady        |  |
| 10. | Ganti-Gantian       | Areng Widodo             |  |
| 11. | Gadis Penari        | Yoes Yono                |  |
| 12. | Garudaku            | Ian Antono, Areng Widodo |  |

## Classements
| Pays      | Meilleure position |
| --------- | ------------------ |
| Indonésie | 1                  |